# Saint-Honoré (Seine-Maritime)
Saint-Honoré ist eine französische Gemeinde mit 199 Einwohnern (Stand: 1. Januar 2022) im Département Seine-Maritime in der Region Normandie (vor 2016 Haute-Normandie). Sie gehört zum Arrondissement Dieppe und zum Kanton Luneray (bis 2015 Kanton Longueville-sur-Scie). 

## Geographie
Saint-Honoré liegt im Pays de Caux etwa 27 Kilometer südsüdöstlich von Dieppe.
Nachbargemeinden von Saint-Honoré sind Sainte-Foy im Norden und Nordwesten, Torcy-le-Grand im Osten und Nordosten, Muchedent im Süden und Südosten sowie Les Cent-Acres im Westen und Südwesten.

## Bevölkerungsentwicklung
| Jahr                      | 1962 | 1968 | 1975 | 1982 | 1990 | 1999 | 2006 | 2013 |
| Einwohner                 | 89   | 102  | 118  | 176  | 167  | 172  | 165  | 178  |
| Quelle: Cassini und INSEE |      |      |      |      |      |      |      |      |

## Sehenswürdigkeiten
- Kirche Saint-Honoré aus dem 18. Jahrhundert

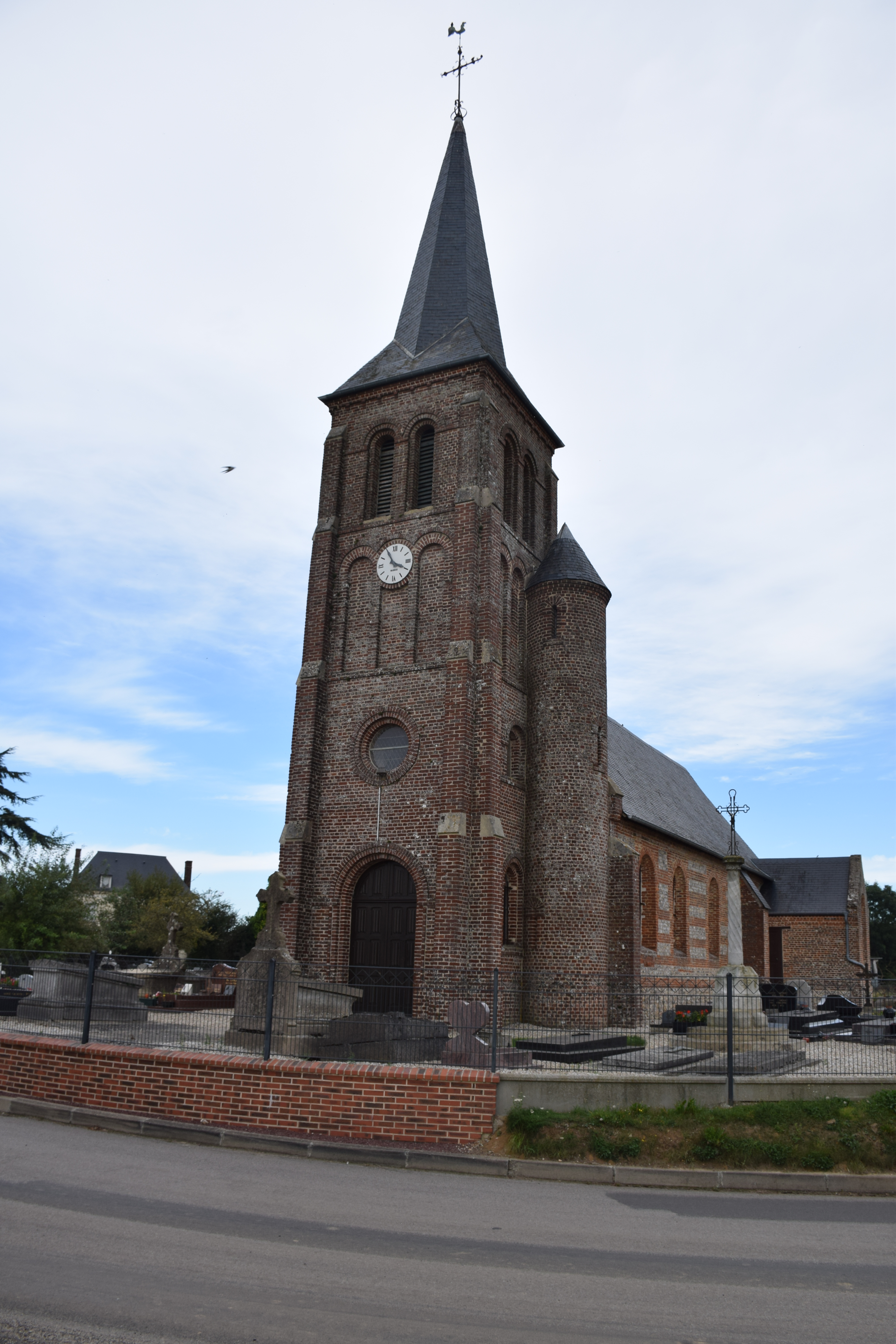
Kirche Saint-Honoré